# Paweł Palczowski
Paweł Palczowski z Palczowic, łac. Paulus Palczowski de Palczowice (ur. ok. 1570, zm. po 1609) – szlachcic i gałąź z dom Saszowskich herb Saszor, był dworzaninem króla Zygmunt III Waza i działaczem politycznym.
Wcześnie osierocony przez ojca Michał Palczowski z Palczowic, wychowywany był przez matkę Barbara Lubomirska i przez stryja Stanisław Palczowski z Palczowic. Rodzina Palczowskich była wyznania kalwińskiego.  Między 1589 a 1604 wiele podróżował po Europie. Odwiedził Niemcy, Niderlandy, Anglię, Francję i Włochy. W 1595, podczas pobytu w kraju, oddał matce w dzierżawę odziedziczone po ojcu części w Brzeźnicy, Marcyporębie i Wysokiej i wyznaczył brata Krzysztofa na swojego pełnomocnika. Jesienią 1596 zapisał się na uniwersytet we Frankfurcie nad Odrą. W następnych latach przebywał między innymi w Padwie, gdzie zetknął się ze swym krewnym Stanisławem Lubomirskim. Prawdopodobnie wracał wraz z nim w 1601 do kraju przez Francję i Niderlandy.
W latach 1602–1604 prawdopodobnie podróżował do Włoch. W 1604 wydał dedykowaną Lubomirskiemu rozprawę Status Venetorum sive Brevis tractatus de origine et vetustate Venetorum, opartą na dziele historyka Wenecji Sabellica i opisie Wenecji autorstwa kardynała Contariniego. Ta rozprawa przynosiła podstawowe informacje o historii, ustroju, posiadłościach, sile militarnej, i kontaktach z sąsiadami Wenecji. O regalistycznych poglądach Pawła świadczy wydany w 1605 panegiryk z okazji ślubu Zygmunta III z Konstancją Austriaczką.
W marcu 1606 sprzedał swój majątek bratu Krzysztofowi i przyłączył się do orszaku kasztelana małogoskiego Mikołaja Oleśnickiego i starosty wieliskiego, jadących do Moskwy z Dymitrem Samozwańcem. W maju 1606, po obaleniu Dymitra został uwięziony. W więzieniu przebywał do września 1608, wraz z Sebastianem Petrycym, lekarzem Sebastianem Liftelem, bernardynem Pawłem Łęczyckim i Stanisławem Niemojewskim. Gdy więźniowie wrócili do Polski, zaczęli gorąco agitować za podbojem państwa carów. Największy dar przekonywania miał właśnie Palczowski. Z datą 1 stycznia 1609 ukazała się w Krakowie Kolęda moskiewska, dedykowana posłom i senatorom, zbierającym się na styczniowy sejm w Warszawie.
W utworze tym zachęcał polską szlachtę aby wykorzystać osłabienie państwa moskiewskiego i podbić je. Zaznaczał jednocześnie że wymaga to wielkiego wysiłku ale ten wysiłek opłaci się i przyniesie wielkie korzyści, takie jak państwom zachodnioeuropejskim podboje kolonialne. Podbój Moskwy miał Polsce otworzyć drogę do Indii i Persji. Nowe obszary miały dostarczyć też ziemi dla rozdrobnionej, zubożałej szlachty i oczyścić kraj z awanturników. Roztaczał też w Kolędzie plany zagospodarowania podbitej ziemi – zamki pograniczne obsadzić przez Polaków na wzór starostw, największe miasta obdarzyć takimi przywilejami, jakie mają największe miasta pruskie a wokół tych miast osiedlić polską szlachtę. Pozostałe ziemie miano dać w dzierżawę nie tylko Polakom ale i Rosjanom.
W czerwcu 1609 Paweł Palczowski opublikował w Wilnie drugą broszurę (tym razem anonimowo) poświęconą sprawom moskiewskim: Wyprawa wojenna Króla Jego Mości do Moskwy da Bóg szczęśliwa, Rzeczypospolitej naszej pożyteczna. Był to utwór polemiczny, zwalczający propagandę przeciwną wojnie z Rosją. Akcentowano tu konieczność odzyskania przez Rzeczpospolitą utraconych wcześniej ziem i pomszczenia zabitych w maju 1606 Polaków. Uznał, że konieczne jest pozyskanie Polaków z obozu tuszyńskiego, gdyż uważał, że Moskwa i tak nie uwierzy, że Polacy popierają Dymitra Samozwańca II bez zgody króla. Pomyślny koniec wojny uważał Paweł za pewny, a pisząc o korzyściach z odniesionego zwycięstwa streszczał swoje wywody z Kolędy moskiewskiej.  Najprawdopodobniej Paweł Palczowski przyłączył do królewskiej wyprawy na Moskwę. Jego dalsze losy nie są znane.
W przeciwieństwie do brata Krzysztofa nic nie wiadomo o tym, by porzucił kalwinizm.

## Dzieła
- Status Venetorum sive Brevis tractatus de origine et vetustate Venetorum, traktat po łacinie o ustroju Republiki Weneckiej, 1605
- Paweł Palczowski z Palczowic: Kolęda moskiewska. (To iest, Woyny Moskiewskiey, Przyczyny Sluszne, Okazya pozadana, Zwyćięstwa nadźieia wielka, Państwa tam tego pożytki y bogactwa, nigdy nieoszacowane. Krótko opisane Przez Pawla Palczowskiego, z Palczowic, Szlachćica Polskiego). Kraków: Mikołaj Szarffenberger (Mikołaia Szarffenbergera), 1609. Brak numerów stron w książce[3][4]
- Wyprawa wojenna Króla Jego Mości do Moskwy da Bóg szczęśliwa, Rzeczypospolitej naszej pożyteczna, Wilno, 1609